# 연필향나무
연필향나무는 북아메리카 원산의 상록교목으로 높이는 12-30m에 이르고 꽃은 암수한그루이다. 수관은 피라미드형이며 나무껍질은 회갈색 또는 적갈색이다. 어린잎은 바늘모양으로 길이 3-6mm이고, 오래된 가지에서는 비늘조각모양으로 길이 약 1.5mm이다. 열매는 흑청색을 띠고 흰가루를 머금으며 지름 5mm이고 길이 3-6mm이다. 목재는 균질하여 깎기 쉽고 향이 있어 연필을 만드는 데 쓰이므로 연필향나무라 한다. 이 밖에 세공물·나무통·베니어판 등에 쓰인다. 목재의 기름은 비누의 향료 등에 쓴다.